# Hatsukaichi
Hatsukaichi (廿日市市 -shi) é uma cidade japonesa localizada na província de Hiroshima.
Em 2003 a cidade tinha uma população estimada em 88 095 habitantes e uma densidade populacional de 226,92 h/km². Tem uma área total de 388,22 km².
Recebeu o estatuto de cidade a 1 de Abril de 1988.

## Cidades-irmãs
- Monte Saint-Michel, França
- Masterton, Nova Zelândia